# Чианг Май (провинция)
Чианг Май е една от 76-те провинции на Тайланд. Столицата ѝ е едноименния град Чианг Май. Населението на провинцията е 1 649 457 жители (2010 г. – 6-а по население), а площта 20 107 кв. км (2-ра по площ). Намира се в часова зона UTC+7. Разделена е на 25 района, които са разделени на 204 подрайона и 1915 села.